# سلطان أباد (تشغاخور)
سلطان أباد (بالفارسية: سلطان‌آباد) هي قرية تقع في إيران في قسم تشغاخور الريفي. يقدر عدد سكانها بـ 97 نسمة .